# Хильберг, Исидор
Исидор Хильберг (в старых русских источниках и в семейных метрических записях Гильберг, нем. Isidor Hilberg; 28 мая 1852, Белая Церковь, Киевская губерния — 28 октября 1919, Вена) — австрийский филолог-классик.

## Биография
Родился в Белой Церкви в еврейской семье. С 1856 года жил с семьёй в Вене. Окончил Венский университет, где учился у Иоганнеса Фалена, Теодора Гомперца, Вильгельма фон Гартеля, Эмануэля Гофмана; в 1874 году защитил докторскую диссертацию. Затем продолжил образование в Италии.
В 1877—1879 гг. приват-доцент Венского университета, в 1879—1882 гг. экстраординарный профессор Пражского университета. В 1882—1918 гг. профессор Черновицкого университета, в 1897—1898 гг. его ректор (по случаю своего избрания выступил с речью «Филология и естествознание», нем. Philologie und Naturwissenschaft).
Наиболее значительным трудом Хильберга стало трёхтомное издание писем Иеронима Стридонского (1910—1918), признававшееся (например, А. П. Дорьяном) образцовым. Занимался также исследованием древнегреческой и латинской метрики; зевгмой Хильберга называется обнаруженное им правило, согласно которому древнегреческий гекзаметр избегает словораздела после второго слога спондея на второй стопе. Кроме того, важное значение имела опубликованная в 1899 году статья Хильберга «Была ли латинская Илиада написана неким Италиком или посвящена ему?» (нем. Ist die Ilias Latina von einem Italicus verfasst oder einem Italicus gewidmet?), в которой учёный, собрав обширную коллекцию явно случайных акростихов у древнеримских авторов, предостерегал от попыток поиска тайных смыслов у классических авторов путём обнаружения у них такого рода криптографических намёков.